# Styggtjärnen (Voxna socken, Hälsingland)
Styggtjärnen är en sjö i Ovanåkers kommun i Hälsingland och ingår i Ljusnans huvudavrinningsområde.